# Klec (Star Trek)
Klec (v anglickém originále The Cage) je první pilotní díl seriálu Star Trek. Epizodu, natočenou na přelomu let 1964–1965 studiem Desilu Productions, napsal a produkoval Gene Roddenberry, tvůrce celého Star Treku, režíroval ji Robert Butler. V únoru 1965 byl díl televizí NBC odmítnut jako příliš intelektuální, pomalý a bez dostatku akce, nicméně společnost nedlouho poté objednala výrobu druhé pilotní epizody, která posléze vznikla pod názvem „Kam se dosud člověk nevydal“. Většina scén z „Klece“ byla v roce 1966 včleněna v podobě retrospektivy do dvojdílu „Zvěřinec“. Samotný původní díl byl zveřejněn teprve v roce 1986, kdy vyšla na VHS verze vzniklá sestříhaním černobílých scén z dochované pracovní kopie „Klece“ a barevných záběrů obsažených ve „Zvěřinci“. Teprve po nalezení původního filmového materiálu se zbylými scénami byl díl kompletně zrestaurován a 4. října 1988 poprvé odvysílán v rámci speciálního televizního pořadu The Star Trek Saga: From One Generation to the Next o historii Star Treku, jenž byl v USA uveden v syndikaci. V Česku byl díl premiérově uveden 22. února 2002 na ČT1 jakožto úvodní epizoda seriálu Star Trek.
Příběh pilotního dílu „Klec“ se odehrává 13 let před událostmi dvojdílu „Zvěřinec“, tedy v roce 2254. Hvězdné lodi USS Enterprise (NCC-1701) velí kapitán Christopher Pike, kterého hrál Jeffrey Hunter, a rovněž zbylá posádka plavidla je zcela odlišná od ostatních dílů seriálu Star Trek. Jedinou výjimkou je postava vědeckého důstojníka Spocka, jehož v „Kleci“ i v následujícím seriálu ztvárnil Leonard Nimoy.
Hlavní postavy z „Klece“ byly v roce 2019 využity ve druhé řadě seriálu Star Trek: Discovery a přímo pilotní díl odkazovala epizoda „If Memory Serves“. Díky kladnému diváckému ohlasu na využití postav v celé druhé řadě Discovery začali tvůrci s přípravou nového seriálu. Na „Klec“ tak v roce 2022 dějově navázal seriál Star Trek: Strange New Worlds, pojednávající o osudech Enterprise pod velením Christophera Pikea.

## Příběh
Hvězdná loď USS Enterprise, které velí kapitán Christopher Pike, zachytí strohý nouzový signál lodě SS Columbia, která havarovala ve hvězdném systému Talos. Kapitán nejprve kvůli nedostatku informací o trosečnících a nutnosti ošetření vlastních raněných v kolonii Vega záchrannou misi zavrhne. Sám Pike je znavený funkcí kapitána, která je spojena s důležitými rozhodnutími, a zvažuje svou rezignaci.
Poté, co Spock zachytí doplňující informace o trosečnících Columbie, rozhodne se Pike změnit kurz lodi k Talosu. Výsadek na povrch čtvrté planety skutečně objeví skupinu trosečníků, přičemž kapitána zaujme mladá Vina, dcera jednoho z vědců havarované lodi. Dívka však záhy naláká Pikea do pasti, v níž se důstojník stane dalším chovným exemplářem Talosianů. Zatímco se zbytek posádky Enterprise snaží probourat vstup do podzemí, je kapitán Pike vězněn do té doby neznámou rasou Talosianů, která žije v podzemí planety. Zjistí, že celý tábor trosečníků byla jen iluze a on je chovným exemplářem určeným k rozmnožení svého druhu a následné službě Talosianům. Tato rasa má mimořádně vyvinuté mozky a dokáže telepaticky vytvořit jakoukoliv iluzi.
Pike je postupně vystavován různým iluzím, ve kterých se znovu vyskytuje Vina. Později zjistí, že Vina je skutečná žena, která před 18 lety přežila havárii Columbie a s níž má rozmnožit svůj druh, aby obhospodařoval nástroje Talosianů, kteří kvůli používání telepatických schopností zapomněli, jak mají kolonizovat svou planetu zotavující se z dávné války. Protože Pike stále vzdoruje spojení s Vinou, jsou do jeho klece teleportovány dvě ženy z Enterprise. Později se Pikeovi podaří zajmout jednoho Talosiana a pomocí laserové pistole uniknout z vězení. Na povrchu Talosiané zjistí, že lidé nejsou rasa vhodná k chovu, protože nesnesou zajetí, i když je příjemnější než svoboda. Pike se dozví, že Vina ve skutečné podobě už není mladá, a navíc je zohyzděna po havárii své lodi, kvůli čemuž nechce opustit Talos. Talosiané jí pak vytvoří obraz kapitána Pikea, takže ona tak může mít svou iluzi a on svou svobodu.

## Obsazení
- Jeffrey Hunter jako kapitán Christopher Pike, velící důstojník lodi USS Enterprise (NCC-1701)
- Susan Oliverová jako Vina, trosečnice na planetě Talos IV
- Leonard Nimoy jako pan Spock, vědecký důstojník Enterprise
- Majel Barrettová jako poručík (v originále zvaná Number One), kormidelnice a první důstojnice Enterprise
- John Hoyt jako doktor Phil Boyce, hlavní lékařský důstojník Enterprise
- Peter Duryea jako José Tyler, navigátor Enterprise
- Laurel Goodwinová jako J. M. Coltová, pobočnice kapitána Pikea